# Шарль Франсуа Дюфе
Шарль Франсуа Дюфе (фр. Charles François de Cisternay du Fay; 14 вересня 1698, Париж — 16 липня 1739, Париж) — французький учений, фізик, член Паризької Академії наук.
Дюфе домігся найбільших успіхів у систематизації відомостей про електричні ефекти. Він склав програму для вивчення електричних явищ і в результаті відкрив два види електричного заряду: «скляний» і «смоляний» (зараз їх називають позитивним і негативним); першим досліджував електричні взаємодії і довів, що однойменно наелектризовані тіла відштовхуються один від одного, а різнойменно — притягуються. У своїх експериментах Дюфе користувався вже не електроскопом, а електрометром, який дозволяє виміряти величину заряду.